# Логотип Рівного

Логотип міста Рівне

Логотип Рівного — графічно-текстовий символ Рівного. Автори логотипу — Андрій Цьось та Настя Хмара, аспіранти кафедри архітектури НУВГП.
Саме аспіранти НУВГП Андрій та Настя стали переможцями конкурсу, оголошеного громадського активістами після того, як на затвердження влади запропонували концепцію «бренду Рівного» із кількома кільцями. Вона була негативно сприйнята рівненськими професійними дизайнерами, а тому журналістка Оксана Юрченко запропонувала провести конкурс на альтернативний логотип, на який надіслали 100 варіантів. Після голосування у мережі Facebook та «живого» волевиявлення у Міському будинку культури був визнаний переможець — робота Андрія Цьося та Насті Хмари. На сесії міськради депутати, маючи на розгляді варіант логотипу як «кільця», так і альтернативне лого, таки затвердили проголосований рівнянами варіант.
30 квітня 2020 року логотип затверджений на черговій сесії Рівненської міської ради. «За» логотип проголосувало 35 депутатів. Утримався від голосування Володимир Хомко. Не голосувало — двоє — Олексій Муляренко і Олександр Довжаниця.